# Adam Kirsch
Adam Kirsch (Los Angeles, 1976) is een Amerikaans dichter, literatuurcriticus en schrijver.

## Levensloop
Kirsch werd in 1976 te Los Angeles geboren. Hij is een seculiere Jood. Zijn vader is advocaat, schrijver en columnist Jonathan Kirsch.
Na het lezen van T.S. Eliot begon Kirsch op zijn veertiende gedichten te schrijven. Hij studeerde Engels aan de Harvard-universiteit en behaalde er een Bachelor of Arts. Zijn gedichten verschenen in The Paris Review, Partisan Review, The Formalist, Harvard Review en The New Criterion.
Kirsch begon zijn loopbaan als assistent literair redacteur bij The New Republic en werd er literatuurcriticus. Daarna verhuisde hij naar New York om er als redacteur voor Lipper Publications te werken. Vervolgens ging hij als freelancer aan het werk.
Als schrijver publiceerde Kirsch onder meer verscheidene literatuurkritieken en enkele biografieën. Hij gaf les aan de Columbia-universiteit en het Sarah Lawrence College. Kirsch schreef en schrijft onder meer voor The New Republic, Tablet, The Atlantic, Slate, The New Yorker, The Times Literary Supplement, The New York Times Book Review, Harvard Magazine en Poetry.